# Pompey
Pompey, còn gọi là Pompey Vĩ đại hay Pompey thành viên Tam Hùng (chữ viết tắt tiếng Latinh cổ: CN·POMPEIVS·CN·F·SEX·N·MAGNVS, Gnaeus hay Cnaeus Pompeius Magnus) (26 tháng 9 năm 106 TCN – 28 tháng 9 năm 48 TCN) là một nhà lãnh đạo quân sự, chính trị của Cộng hòa La Mã. Đến từ một tỉnh thuộc Ý, sau những chiến tích về quân sự, ông đã thiết lập được một vị trí cho riêng mình trong dòng quý tộc La Mã và được Lucius Cornelius Sulla phong tước hiệu Magnus (Vĩ đại).
Pompey là đối thủ của Marcus Licinius Crassus và là đồng minh của Gaius Julius Caesar. Ba nhà chính trị đã thống trị Cộng hòa La Mã thời kỳ cuối qua một liên minh chính trị gọi là Liên minh tam hùng lần thứ 1. Sau cái chết của Crassus, Pompey và Caesar trở thành đối thủ của nhau, cạnh tranh cho ngôi vị cầm quyền của toàn La Mã, đây được gọi là nội chiến của Caesar. Pompey chiến đấu bên phía Optimates, một phe bảo thủ theo chủ nghĩa truyền thống trong hội đồng nhà nước La Mã, và đã bị đánh bại bởi Caesar. Pompey sau đó phải tới Ai Cập ẩn náu và bị ám sát tại đó.

## Khởi nghiệp và sự nghiệp chính trị
Cha của Pompey, Gnaeus Pompeius Strabo là một chủ nô người Italia giàu có đến từ vùng Picenum. Dù là một gia tộc danh tiếng tại vùng Picenum, nhưng Strabo là người đầu tiên tiên trong nhánh gia tộc của mình đạt được đến vị trí chính trị trong Viện nguyên lão tại Rome. Pompeius Strabo theo truyền thống trở thành cursus honorum, trở thành quan coi quốc khố trong năm 104 TCN, pháp quan trong năm 92 TCN và thành chấp chính quan năm 89 TCN, và thu nhận tiếng xấu về sự tham lam, tàn nhẫn,tham quyền chính trị. Ông mất vào 87 TCN, có thể do sét đánh hay do bệnh dịch hạch hoặc do cả hai, trong cuộc chiến tranh của hai phe Marius-Sulla lần thứ nhất. Mới 19 tuổi, Pompey đã được thừa kế đất đai,sự trung thành của các quân đoàn của ông.
Pompey phục vụ trong quân đội dưới quyền cha của ông trong 2 năm. Và đã tham gia vào giai đoạn cuối của cuộc nội chiến Marsic chống lại người Ý. Vài năm tiếp theo,phe cánh của Marius đã nắm quyền kiểm soát Ý. Pompey, lúc này là một optimas, đã bị cử làm một chức vụ thấp. Ông trở lại Rome, bị truy tố vì tội tham ô và cướp bóc nhưng đã được thả nhanh chóng.
Trong vài năm sau, phe Marius chiếm giữ Ý. Vào năm 83 TCN, Sulla trở về từ Hy Lạp, và Pompey đưa 3 quân đoàn lê dương Picinea hỗ trợ việc chống lại chế độ Marius của Gnaeus Papirius Carbo.
Tiếp đó, Sulla và các đồng minh của ông ta đánh đuổi phe Marius khỏi Ý và Rome: Sulla, bây giờ là độc tài của Rome, đã rất ấn tượng bởi khả năng tự tin của chàng Pompey trẻ tuổi. Ông ta ban tặng ông danh hiệu Imperator và cho phép ông kết hôn với con gái riêng là Aemilia Scaura. Aemilia - đã kết hôn và đang mang thai -buộc phải ly dị chồng và Pompey ly dị Antistia Mặc dù Aemilia mất trong khi sinh con ngay sau đó, việc kết hôn xác nhận sự trung thành của Pompey và thúc đẩy mạnh mẽ sự nghiệp của ông.

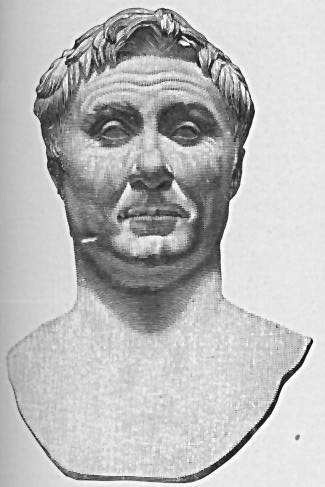
Tượng bán thân của Pompeius bằng cẩm thạch ở Ny Carlsberg Glyptotek, Copenhagen, Đan Mạch

## Sicilia và châu Phi
Mặc dù bị loại vì là privatus trẻ từ honorem cursus, Pompey đã rất giàu và là chỉ huy của 3 quân đoàn kì cựu. Đối với phần còn lại của cuộc chiến tranh tại Ý, Pompey đã cho thấy mình là người xuất sắc nhất trong số các tướng lĩnh của Sulla. Cùng với cuộc chiến tranh trên toàn Ý, Sulla gửi Pompey đến chống lại phe đảng của Marius tại Sicilia sau đó là châu Phi. Năm 82 TCn, Pompey đoạt lại Sicilia, đảm bảo nguồn cung cấp lương thực cho Rome. Ông đã hành quyết Gnaeus Papirius Carbo và những người ủng hộ. 
Năm 81 TCN ông chuyển sang tỉnh La Mã của châu Phi, nơi ông đã đánh bại Gnaeus Domitius Ahenobarbus và Hiarbas, vua Numidia, sau khi một trận chiến ác liệt.
Vì một chuỗi chiến thắng liên tục này, ông đã tung hô là hoàng đế ở quân đội ở chiến trường châu Phi. Ông trở lại Rome trong cùng năm, và đã nhận được sự chào đón nhiệt tình của nhân dân. Ông được ca ngợi bởi Sulla như là Magnus (vĩ đại). Pompey chỉ dùng tiêu đề này vào cuối sự nghiệp của mình.
Khi Pompey yêu cầu một cuộc diễu hành chiến thắng cho chiến thắng ở châu Phi, Sulla từ chối, vì nó sẽ là một tiền lệ chưa từng có, thậm chí bất hợp pháp, danh dự cho một privatus trẻ -muốn vậy ông phải giải tán những quân đoàn của mình.

## Quintus Sertorius và Spartacus
Sự nghiệp của Pompey dường như đã được thúc đẩy bởi mong muốn vinh quang quân sự và coi thường khó khăn chính trị truyền thống. Trong cuộc bầu cử chấp chính quan của năm 78 TCN, ông ủng hộ Lepidus chống lại ý muốn của Sulla. Năm 78, khi Sulla mất; và sau đó Lepidus nổi loạn, Pompey đã đàn áp ông ta thay mặt cho viện nguyên lão. Sau đó ông ta đòi hỏi toàn bộ quyền lực cho chức tổng đốc ở Hispania  để đối phó với vị tướng của phe Marius là Quintus Sertorius, người đã tiến hành cuộc chiến kéo dài ba năm qua chống lại Quintus Caecilius Metellus Pius, một trong những tướng lĩnh tài năng nhất của Sulla. Các tầng lớp quý tộc La Mã bác bỏ yêu cầu của ông - họ đã bắt đầu lo sợ sự trẻ trung, nổi tiếng và một vị tướng tài năng. Pompey viện cớ để thử và cố gắng thuyết phục: ông đã từ chối giải tán quân đoàn của ông cho đến khi yêu cầu của ông đã được chấp nhận. Viện nguyên lão, miễn cưỡng cấp cho ông danh hiệu tổng đốc một tỉnh, quyền hạn tương đương Metellus, và phái ông đến Hispania.
Pompey ở lại đó từ năm 76-71 trước Công nguyên. Pompey cũng đã mất một thời gian lâu dài vì không thể kết thúc cuộc chiến tranh do chiến thuật du kích của Sertorius '. Mặc dù ông không bao giờ có thể đánh bại Sertorius một cách quyết định(và ông gần như gặp thảm họa tại trận Sucro), ông đã giành được nhiều chiến dịch thắng lợi chống lại sĩ quan cấp dưới của ông ta. Cuối cùng, Pompey cố gắng để đè bẹp phe bình dân khi Sertorius bị sát hại bởi cấp dưới của mình là Perperna Marcus Vento, người đã bị đánh bại trong năm 72TCN bởi vị tướng trẻ, trong trận chiến đầu tiên giữa họ. Đầu năm 71, toàn bộ Hispania đã bị chinh phục. Pompey cho thấy mình là một con người tài năng trong việc tổ chức có hiệu quả và một người cai trị công bằng ở hành tỉnh bị chinh phục, mở rộng sự kiểm soát của ông từ Hispania tới phía nam Gaul. Vào một khoảng thời gian trong năm 71 trước Công nguyên, ông đã quay về Ý, cùng với quân đội của ông.
Trong khi đó, Crassus đã phải đối mặt với Spartacus để kết thúc cuộc chiến tranh nô lệ lần thứ ba của Rome. Crassus đánh bại Spartacus, nhưng trên đường hành quân của mình hướng tới Rome, Pompey đã bắt gặp những tàn dư của quân đội Spartacus, ông bắt giữ 5.000 người trong số họ và tuyên bố công trạng đã đàn áp cuộc nổi dậy, mà chọc giận Crassus 
Quay trở lại Rome, Pompey trở nên cực kì nổi tiếng. Ngày 31 tháng 12, năm 71 trước Công nguyên, ông đã ban cho một lễ khải hoãn cho chiến thắng của ông ở Hispania. Đối với những kẻ ca tụng mình, ông là vị tướng xuất sắc nhất thời đại ấy, rõ ràng được các vị thần sủng ái và có thể bảo vệ quyền lợi cho người dân. Ông đã thành công trong việc đối mặt với Sulla và viện nguyên lão của ông ta, ông hay ảnh hưởng của ông có thể đã khôi phục lại các quyền lợi truyền thống của người bình dân và các đặc quyền bị mất mát dưới chế độ độc tài của Sulla.
Vì vậy, Pompey đã được phép bỏ qua một truyền thống cổ của La Mã, chỉ người nào đã 39 tuổi và thậm chí cũng không phải là một nguyên lão, ông được bầu làm chấp chính quan nhờ số phiếu áp đảo, và đảm nhiệm chức vụ vào năm 70 trước Công nguyên với Crassus là cộng sự.

## Bị ám sát
Vào ngày 28 tháng 9, Achillas đến tàu của Pompey cùng với Lucius Septimius, người từng là một trong những sĩ quan của Pompey, và Savius đi trên một chiếc thuyền đánh cá trong công cuộc chạy trốn đoàn quân của Julius Caesar sau khi phe của ông bại trận.Các cộng sự của Pompey đã tỏ ra nghi ngờ và khuyên Pompey nên đưa con tàu của mình trở lại vùng biển rộng ngoài tầm với của các mũi tên của người Ai Cập. Sau màn chào hỏi Lucius Septimius đâm một kiếm vào Pompey và rồi Achillas và Savius đâm Pompey bằng dao găm. Những người trên tàu của Pompey có thể thấy điều này và chạy trốn. Gió thuận lợi và vì điều này người Ai Cập đã không theo đuổi họ. Đầu của Pompey bị cắt đứt và cơ thể bị ném xuống biển. Pompey đã chết sau ngày sinh nhật thứ sáu mươi của mình. Khi Caesar đến Ai Cập vài ngày sau đó, ông đã lấy làm kinh hãi. Ông quay đi với sự ghê tởm với người đàn ông đã mang đầu của Pompey đến. Đầu Pompey được đưa đến Cornelia và chôn cất tại biệt thự Alban.